# José Oya
José Martínez Oya (Jaén, Andalucía, 14 de enero de 1983), más conocido futbolísticamente como Oya, es un exfutbolista español.  

## Trayectoria
José Oya es un centrocampista experimentado y con una gran capacidad para distribuir el balón. Formado en las categorías inferiores del Real Jaén, en 2003 debuta con el primer equipo jienense. Posteriormente ficharía por el filial del Atlético de Madrid. Tras ser cedido por el cuadro colchonero a la RSD Alcalá, Oya ha militado en distintos equipos de Segunda División B: UD Marbella, Burgos CF, UB Conquense y Barakaldo CF. En el verano de 2010 firma por el CD Guadalajara. Con el cuadro alcarreño asciende a la Liga Adelante. A pesar de lesionarse de gravedad en el tramo final de la temporada, días después de este ascenso Oya renovaba su contrato con el equipo alcarreño. La mayor parte de la temporada 2011/12 la pasa recuperándose de su lesión, volviendo a los terrenos de juego en el tramo final de la misma, donde disputa un total de 5 partidos de liga. Tras finalizar su contrato con el club alcarreño, ficha por el UCAM Murcia.

## Clubes
| Club                    | País   | Años      |
| ----------------------- | ------ | --------- |
| Real Jaén "B"           | España | 2002-2003 |
| Real Jaén CF            | España | 2003-2005 |
| Carolinense CD (cedido) | España | 2003-2004 |
| Atlético de Madrid "B"  | España | 2005-2006 |
| RSD Alcalá (cedido)     | España | 2005-2006 |
| UD Marbella             | España | 2006-2007 |
| Burgos CF               | España | 2007-2008 |
| UB Conquense            | España | 2008-2009 |
| Barakaldo CF            | España | 2009-2010 |
| CD Guadalajara          | España | 2010-2012 |
| UCAM Murcia             | España | 2012-2013 |
| Mancha Real             | España | 2013-2015 |
| Arenas Club             | España | 2015-2016 |